# Tárkány
Tárkány é um município da Hungria, situado no condado de Komárom-Esztergom. Tem 64,94 km² de área e sua população em 2015 foi estimada em 1.444 habitantes.